# Lacaena
Lacaena é um género botânico pertencente à família das orquídeas (Orchidaceae).